# Лукониця
Лукониця — річка у Слонімському, Зельвенському й Мостівському районах, Гродненська область, Білорусь. 
Ліва притока річки Щари (басейн Німану).

## Опис
Довжина річки 32 км, похил річки 2 м/км, площа басейну водозбору 195 км², середньорічний стік 1,1 м³/с. Формується притоками, безіменними струмками та загатами. Річище протягом 15 км каналізоване.

## Розташування
Бере початок на південний захід  від села Плавське. Тече переважно на північний схід через село Лукониця і на північний схід від села Дубрівка впадає у Щару, ліву притоку Німану.